# Rhodostemonodaphne dioica
Rhodostemonodaphne dioica är en lagerväxtart som först beskrevs av Carl Christian Mez, och fick sitt nu gällande namn av J.G. Rohwer. Rhodostemonodaphne dioica ingår i släktet Rhodostemonodaphne och familjen lagerväxter. Inga underarter finns listade i Catalogue of Life.